# جو ديفيس (لاعب كرة قدم مواليد 1993)
جو ديفيس (بالإنجليزية: Joe Davis)‏ هو لاعب كرة قدم بريطاني في مركز الدفاع، ولد في 10 نوفمبر 1993 في بيرنلي في المملكة المتحدة. لعب مع بورت فايل وفليتوود تاون وليستر سيتي ونادي لوتون تاون ونادي يورك سيتي.

## وصلات خارجية
- جو ديفيس (لاعب كرة قدم مواليد 1993) على موقع قاعدة بيانات كرة القدم.إي يو (الإنجليزية)
- جو ديفيس (لاعب كرة قدم مواليد 1993) على موقع Soccerbase.com (لاعب) (الإنجليزية)
- جو ديفيس (لاعب كرة قدم مواليد 1993) على موقع Soccerway.com (الإنجليزية)